# Primavera do Leste
Primavera do Leste é um município brasileiro do estado de Mato Grosso. Localiza-se a uma latitude 15º33'32" sul e a uma longitude 54º17'46" oeste, estando a uma altitude de 636 metros, situada na mesorregião do Sudeste Mato-Grossense e divide a Microrregião de Primavera do Leste com o município de Campo Verde.
O município está em constante crescimento populacional: enquanto no Censo 2010 a população era de 52.066 habitantes, a estimativa de 2018 contabilizava 63.876 habitantes. Na prévia do Censo 2021, Primavera do Leste foi classificada como a sétima maior cidade do estado do Mato Grosso, com 93.263 habitantes. Porém segundo o Censo 2022 do IBGE a população oficial é de 85.146 pessoas. É apelidada carinhosamente pelos seus habitantes de A Dubai Mato-grossense.
Localizada no entroncamento de uma rodovia federal (BR-070) e uma rodovia estadual (MT-130), a região auxilia no escoamento agropecuário do norte para o Terminal Ferroviário na cidade de Rondonópolis. A região receberá os trilhos da Ferrovia de Integração Estadual de Mato Grosso, projetada para chegar ao norte do estado e cruzará entre os municípios de Campo Verde e Primavera do Leste.

## História

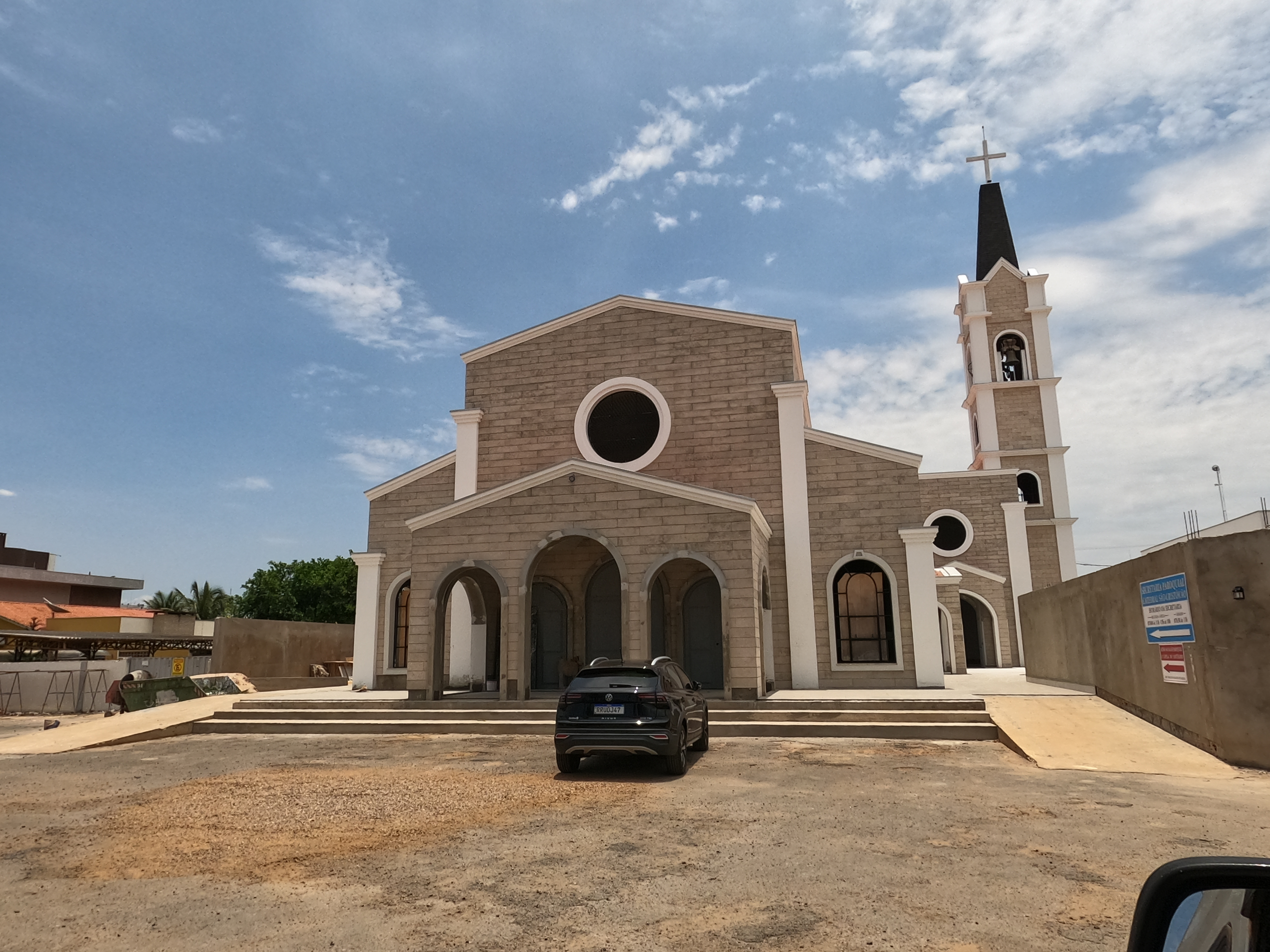
Catedral Paróquia São Cristóvão de Primavera do Leste

Na década de 1960, a cidade chamava-se Bela Vista das Placas. A modificação para o atual nome ocorreu no dia 26 de setembro de 1979, com o apoio do pioneiro Edgard Cosentino, responsável por criar o projeto urbano na região.
Com um vertiginoso crescimento populacional, já no ano de 1981, face ao seu franco desenvolvimento, Primavera do Leste é elevada a categoria de Distrito, pertencente ao Município de Poxoréo, começando assim, a dar os primeiros passos em busca de sua independência política. A partir daí, vislumbrando um futuro promissor, uniram-se às forças representativas e lideranças do Distrito e, em 24 de agosto de 1984, criou-se a Comissão Pró-Emancipação do distrito, composta por vinte e seis abnegados pioneiros que escolheram por unanimidade, Darnes Egydio Cerutti para presidi-la. Como primeira sugestão, a comissão acatou o nome de Primavera D`Oeste, para o novo município pleiteado, nome este rejeitado pela Comissão de Emancipação da Assembleia Legislativa Estadual, pois o mesmo estava incorreto geograficamente em relação a localização no estado. Em vista disto, no dia 27 de junho de 1985 , por maioria simples, definiu-se que o novo Município deveria chamar-se Primavera do Leste, sendo de imediato rejeitadas as demais sugestões como Nova Primavera e Alto Primavera.
Cumpridas todas as demais formalidades legais, burocráticas e políticas que a questão exigia, no plebiscito realizado no dia 21 de abril de 1986, de 1.142 eleitores, compareceram 741 eleitores, sendo que 704 votaram à favor da criação do Município de Primavera do Leste. Em 13 de maio de 1986, o então Governador do Estado de Mato Grosso, Júlio Campos, assinou a Lei estadual n°. 5.014, que outorgava ao distrito, a categoria de Município de Primavera do Leste.

## Economia

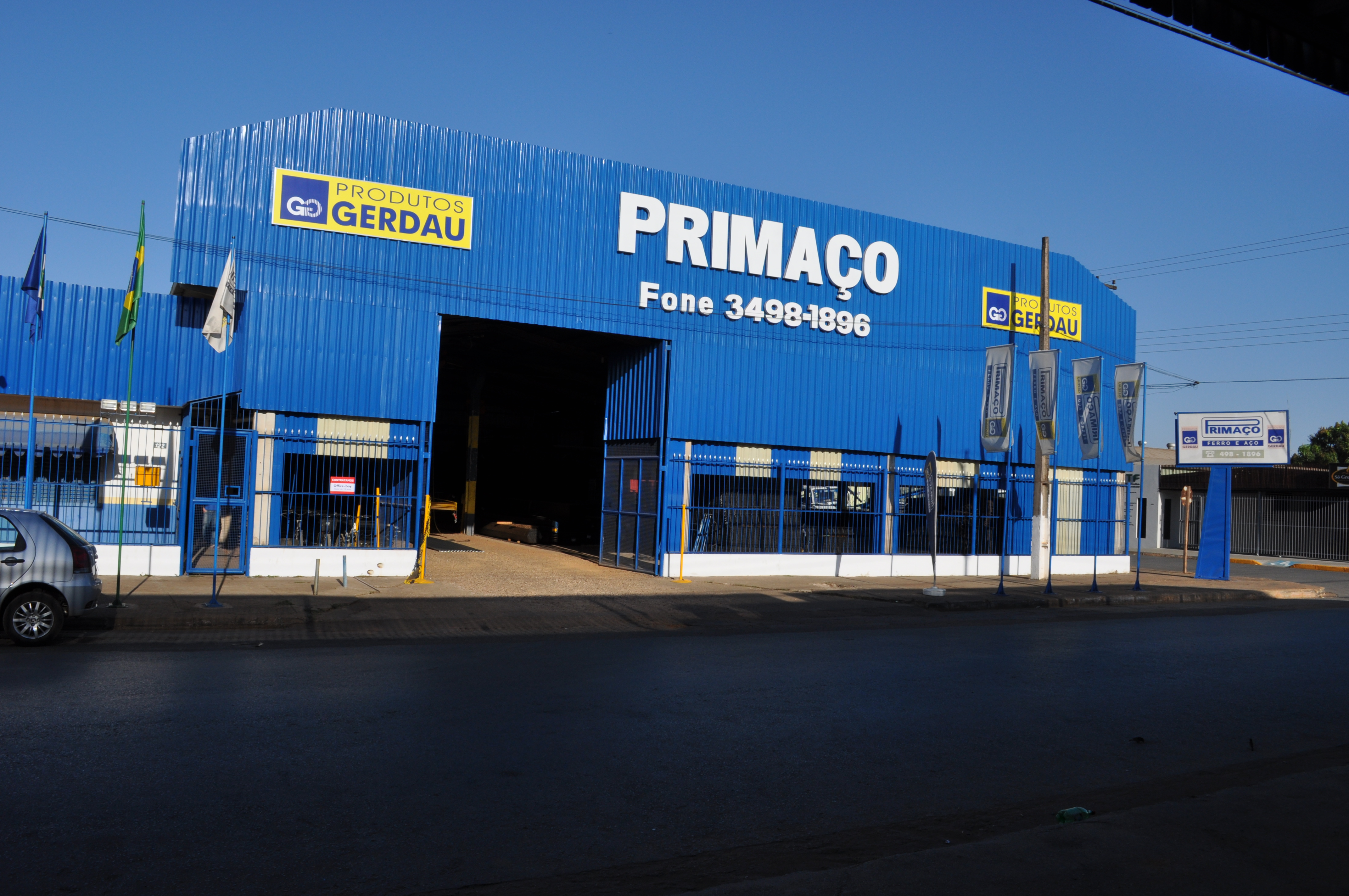
Unidade da Primaço na cidade.

A atividade agrícola desempenha um papel fundamental na economia de Primavera do Leste. Os principais cultivos do município incluem soja, milho e algodão, sendo reconhecido nacionalmente como uma das principais potências do agronegócio. No total, 547 mil hectares são destinados à agricultura, com 300 mil hectares dedicados à produção de soja, 180 mil hectares para milho e entre 70 mil e 80 mil hectares para algodão, feijão e outras culturas. Embora o agro represente 17% da economia local, considerando a produção primária de grãos e pecuária, é importante destacar que, quando avaliamos a indústria de transformação, que utiliza produtos agrícolas como matéria-prima, esse impacto pode dobrar, agregando valor à produção sob a perspectiva da verticalização industrial.
No ano de 2021, o Produto Interno Bruto (PIB) per capita atingiu R$ 109.043,17. Ao compararmos com outros municípios do estado, essa cifra posicionou-se em 31º lugar entre os 141 municípios do estado e em 173º lugar entre todos os 5570 municípios.
Primavera do Leste ocupa a 15ª posição no ranking dos 100 municípios mais prósperos do setor agropecuário brasileiro. Essa classificação foi divulgada por meio de uma nota do Ministério da Agricultura, Pecuária e Abastecimento, por intermédio do Departamento de Análise Econômica e Políticas Públicas.

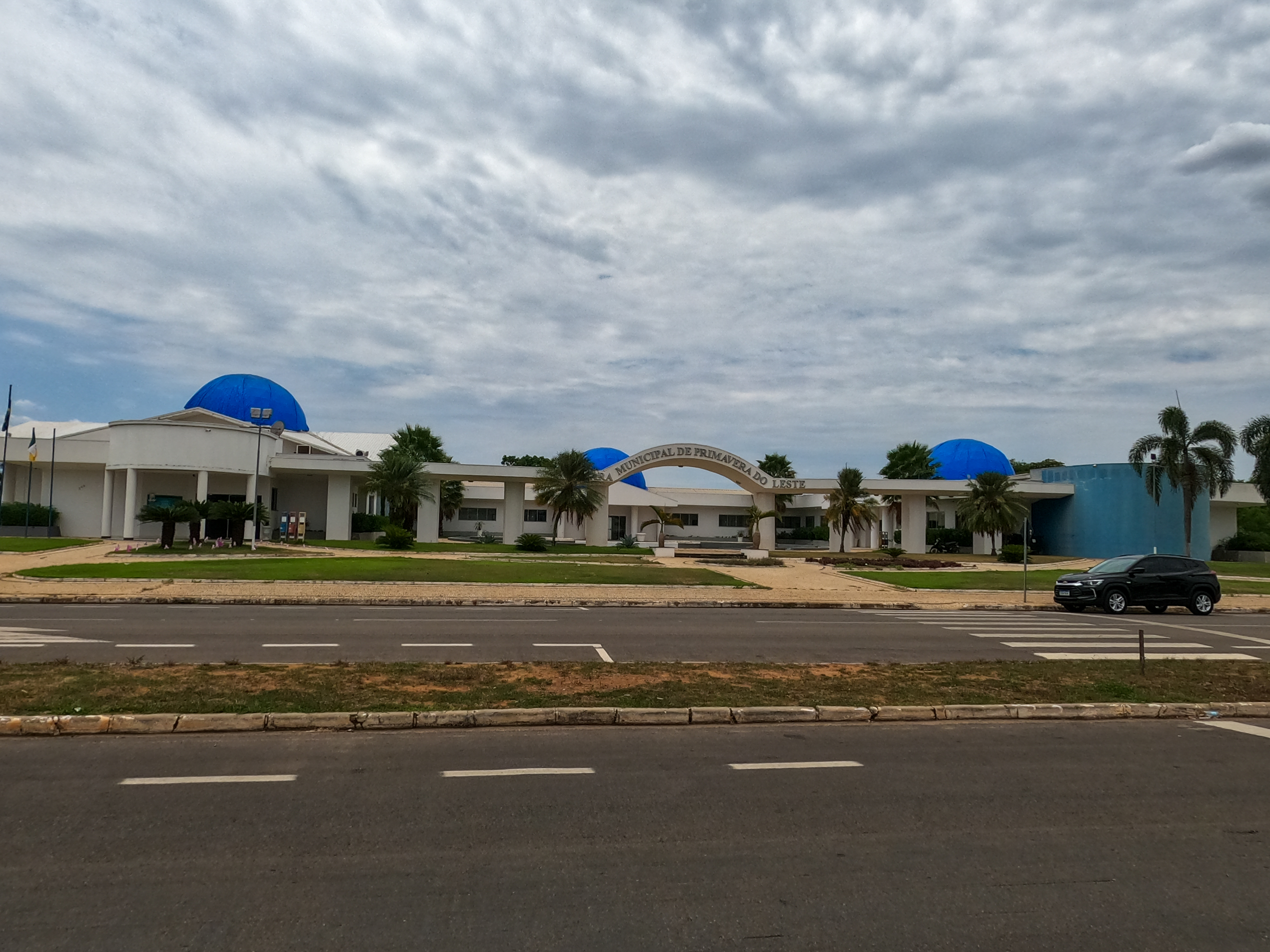
Câmara Municipal de Primavera do Leste

Primavera do Leste abriga 9.298 empresas ativas em 2022 nos setores de comércio, serviços, indústria e agronegócio. A perspectiva é que esses números continuem a crescer nos próximos anos, impulsionando ainda mais a atividade econômica na região.

## Educação
Conta com 15 unidades da Rede Municipal de Educação Infantil, 8 unidades da Rede Municipal de Ensino Fundamental e 8 da Rede Estadual de Ensino.
Rede Municipal de Educação Infantil
1. EMEI Berçário Raio de Sol
2. EMEI Ercolino Costa
3. EMEI Galiléia
4. EMEI Jonas Pinheiro
5. EMEI Lar Maria de Nazaré
6. EMEI Mundo Encantado
7. EMEI Menino Deus
8. EMEI Parma I
9. EMEI Pequeno Príncipe
10. EMEI São José
11. EMEI Sonho de Criança
12. EM Maria Dallafiora Costa Projeto Santa Úrsula - Educ. Infantil
13. Creche Talita
14. EMEIEF Carlos Drummond de Andrade
15. CME Boa Esperança

Rede Municipal de Ensino Fundamental
1. CME Profª Nivia C. Denardi
2. EMEF 13 de Maio
3. EMEF Novo Horizonte
4. EMEF Mauro Wendelino Weis
5. EMEF São José
6. EMEF Nossa Senhora Aparecida
7. EMEIEF Carlos Drummond de Andrade
8. EM Maria Dallafiora Costa - Projeto Parma Vida - Ens. Fund. I

Rede Estadual de Ensino - Escolas
1. CEJA Getúlio Dornelles Vargas
2. Profª Alda G. Scopel
3. Monteiro Lobato
4. Sebastião Patrício
5. Cremilda de Oliveira Viana
6. João Ribeiro Vilela
7. Paulo Freire
8. Padre Onesto Costa

A Secretaria Municipal de Educação tem concentrado esforços na Formação Continuada dos professores, gestores e profissionais não docentes, com especial ênfase na alfabetização dos estudantes, por meio dos projetos “Presença” e “Leitor”.

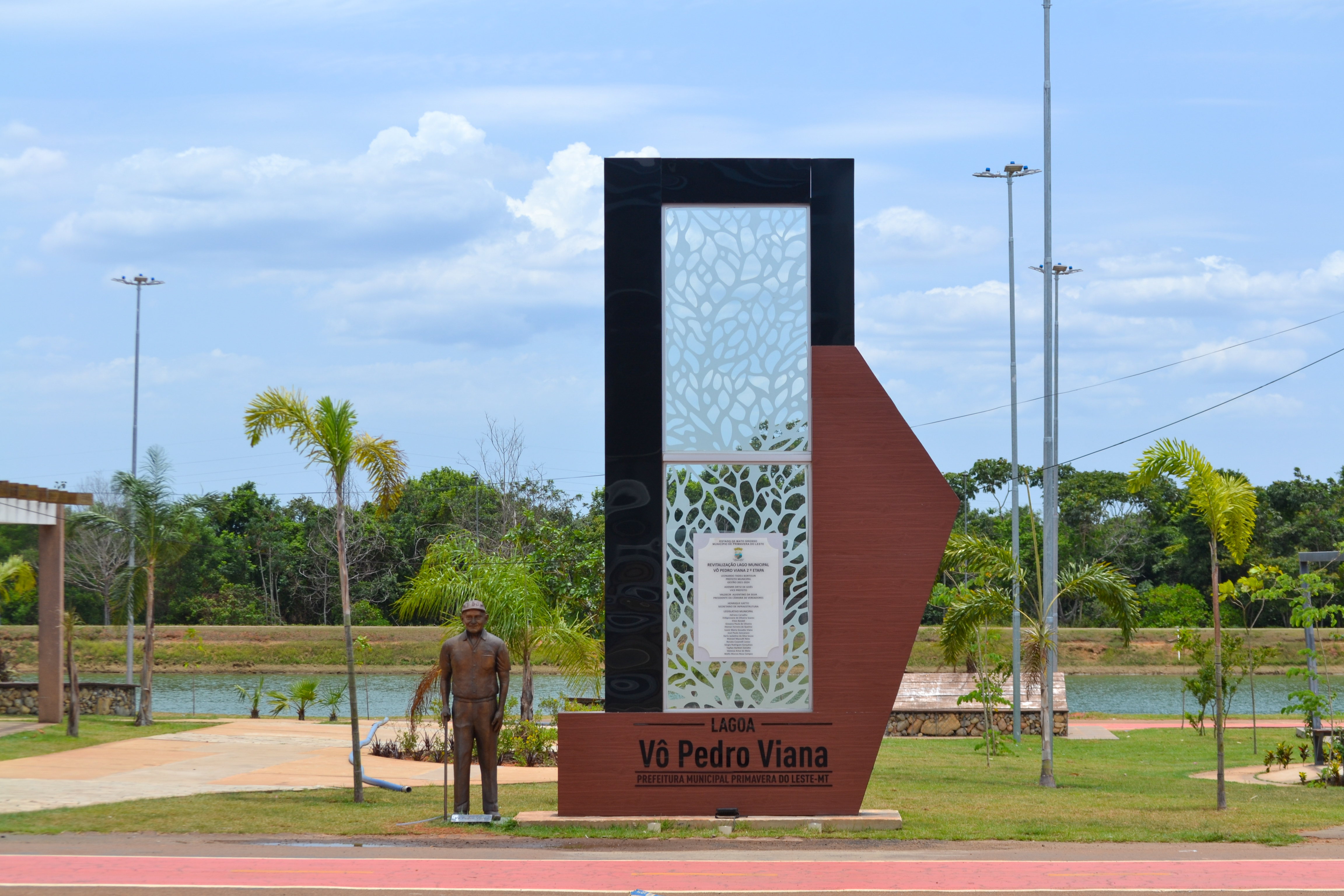
Lago Municipal Vô Pedro Viana

A Escola Técnica Militar de Primavera do Leste é uma instituição educacional que após 10 anos com as obras paralisadas foi inaugurado em 03/02/2023 após um investimento de R$ 14.630.287,20 na conclusão da obra. Durante o dia, o edifício disponibilizará vagas para o 7°, 8° e 9° ano do ensino fundamental, assim como para o 1° e 2° ano do ensino médio. Já à noite, o Governo do Estado proporcionará cursos técnicos e de capacitação profissional, administrados pela Secretaria de Ciência, Tecnologia e Inovação do Estado de Mato Grosso (SECITECI). A unidade possui nove salas de aula, laboratório de informática, biblioteca, auditório e sala de multimídia.
A cidade também possui uma unidade do Instituto Federal de Mato Grosso (IFMT) bem como Universidade Aberta do Brasil (UAB) com diversos cursos, inclusive de qualificação profissional para mulheres em situação de vulnerabilidade social.

## Segurança
Em 2022 a Prefeitura de Primavera do Leste instalou o Centro de Monitoramento Integrado Primavera (CEMIP) que presta suporte para as polícias civil, militar e federal com um arsenal de 108 câmeras e 24 leitores ópticos que realizam a leitura automática das placas de veículos, operando 24 horas por dia, o sistema oferece imagens nítidas em até 800m, com uma perda mínima de 7% do campo visual.
A cidade conta também com uma Cadeia Pública no bairro Parque Eldorado.

## Saúde
No município de Primavera do Leste, existem algumas opções de assistência médica e hospitais para atender às necessidades da população. Entre as instituições de saúde disponíveis, destacam-se:
1. Hospital das Clínicas de Primavera do Leste: É uma das principais unidades hospitalares da cidade, oferecendo serviços médicos e atendimento de emergência. O hospital conta com especialidades médicas diversas e possui infraestrutura para realizar exames e procedimentos.[41]
2. Unidades de Saúde Básica (UBS): O município conta com várias Unidades de Saúde Básica espalhadas por diferentes bairros. Essas unidades são responsáveis por oferecer atendimento médico básico, consultas, vacinação, programas de saúde preventiva e acompanhamento de doenças crônicas.[42]
3. Clínicas particulares: Existem também clínicas particulares em Primavera do Leste, que oferecem uma variedade de serviços médicos e especialidades, como pediatria, ginecologia, oftalmologia, entre outros.[43]

## Divisões
O município conta com diversas sedes de fazendas distribuídas pela região norte do município. Nesta região, encontra-se a Vila União e a Colônia Russa (abakumitas e outros grupos), com habitantes descendentes de russos que vieram para o Brasil no século XX.
Em 2022, a área do município totalizava 5.470,383 km², posicionando-o em 58º lugar entre os 141 municípios do estado.

## Últimos prefeitos eleitos
| Ano  | Prefeito       | Partido | Votos  | %      | Ref    |
| ---- | -------------- | ------- | ------ | ------ | ------ |
| 2004 | Getúlio Viana  | PFL     | 10.322 | 50,30  | [ 47 ] |
| 2008 | Getúlio Viana  | PR      | 14.498 | 58,76  | [ 48 ] |
| 2012 | Erico Piana    | DEM     | 16.876 | 55,69  | [ 49 ] |
| 2016 | Dr Paulo       | PMDB    | 10.636 | 100,00 | [ 50 ] |
| 2020 | Léo Bortolin   | MDB     | 26.117 | 89,04  | [ 51 ] |
| 2024 | Sérgio Machnic | PL      | 23.110 | 60,36  | [ 52 ] |